# Orcutt
Orcutt is een plaats (census-designated place) in de Amerikaanse staat Californië, en valt bestuurlijk gezien onder Santa Barbara County.

## Demografie
Bij de volkstelling in 2000 werd het aantal inwoners vastgesteld op 28.830.

## Geografie
Volgens het United States Census Bureau beslaat de plaats een oppervlakte van
29,3 km², geheel bestaande uit land. Orcutt ligt op ongeveer 172 m boven zeeniveau.

## Plaatsen in de nabije omgeving
De onderstaande figuur toont nabijgelegen plaatsen in een straal van 24 km rond Orcutt.